# Jezioro Pakawskie
Jezioro Pakawskie – jezioro w woj. wielkopolskim, w powiecie szamotulskim, w gminie Wronki, leżące na terenie Kotliny Gorzowskiej.
Wody jeziora są połączone ciekiem z jeziorem Mylinek.

## Dane morfometryczne
Powierzchnia zwierciadła wody według różnych źródeł wynosi od 27,32 ha (lustra wody) lub 30,45 ha (ogólna) przez 31,0 ha do 31,5 ha. 
Zwierciadło wody położone jest na wysokości 42,3 m n.p.m. lub 44,0 m n.p.m. Średnia głębokość jeziora wynosi 2,7 m, natomiast głębokość maksymalna 5,4 m.

## Hydronimia
Według spisu opracowanego przez Komisję Nazw Miejscowości i Obiektów Fizjograficznych (KNMiOF) nazwa tego jeziora to Jezioro Pakawskie. W różnych publikacjach i na mapach topograficznych jezioro to występuje pod nazwą Duże lub Mylinek. Dane z państwowego rejestru nazw geograficznych podają oboczną nazwę tego jeziora: Jezioro Duże.